# Engel und Insekten
Engel und Insekten (Originaltitel: Angels and Insects) ist ein US-amerikanisch-britisches Filmdrama aus dem Jahr 1995. Regie führte Philip Haas, der gemeinsam mit Belinda Haas auch das Drehbuch anhand des Romans Morpho Eugenia von A. S. Byatt schrieb.

## Handlung
Die Handlung spielt in England in den 1860er Jahren. Der Biologe William Adamson kehrt von einer Forschungsreise nach Südamerika zurück und wohnt auf dem Landsitz der vermögenden Familie Alabaster. Er ist aufgrund einer Schiffskatastrophe, in der er seinen Besitz verloren hat, mittellos.
Adamson kommt Eugenia Alabaster näher, deren Verlobter sich aus unbekannten Gründen das Leben nahm. Er heiratet sie gegen die Widerstände ihres Bruders Edgar und wird Vater von fünf Kindern. Parallel zu seiner Ehe mit Eugenia entwickelt sich ein enges Arbeitsverhältnis zu Matty Crompton, die ebenfalls vom alten Lord Alabaster als naturwissenschaftlich orientierte Lehrkraft verpflichtet wurde und über großes zeichnerisches Talent verfügt. Gemeinsam planen sie, ein großes Buch über die Verhaltensweisen von Ameisenstaaten zu veröffentlichen. Eines Tages muss der angeheiratete William Adamson-Alabaster entdecken, dass Eugenia Sex mit ihrem Bruder Edgar hat. Ihm wird zugetragen, dass Eugenias früherer Verlobter durch Suizid starb, nachdem er über die inzestuöse Beziehung erfahren hatte. Da Eugenias Verbindung mit Edgar schon seit ihren Kindertagen besteht, hat William Grund zu der Annahme, nicht der leibliche Vater ihrer Kinder zu sein.
In Konsequenz kommt William seiner talentierten Assistentin Matty Crompton näher, die ihm eine weitere Forschungsreise mitfinanzieren will. Gleichzeitig deutet sie an, dass sie von der inzestuösen Bindung seiner Frau weiß und überredet ihn, sie mitzunehmen. William sagt sich von seiner Frau Eugenia los und begibt sich gemeinsam mit Crompton auf die Reise.

## Kritiken
Film-Dienst schrieb, der Film sei ein „aufwendig ausgestattetes Kostümdrama, das die emotionale Erforschung eines Menschen in Verbindung mit naturwissenschaftlichen Beobachtungen des 19. Jahrhunderts“ bringe und „dabei behutsam gesellschaftliche Kritik“ übe.
Die Zeitschrift Cinema schrieb, der Film sei „kritisch-kunstvoll, aber auch schwülstig“ und „edel ausgestattet, aber auch verblasen“. Er benutze das „Sozialverhalten der Insekten als Metapher für die verkrusteten Strukturen im viktorianischen England“. „Der blasse Mark Rylance“ sowie Patsy Kensit würden „so gespreizt“ spielen, „dass es fast komisch“ wirke.

## Auszeichnungen
Der Film wurde im Jahr 1997 für einen Oscar in der Kategorie Bestes Kostümdesign nominiert. Philip Haas wurde 1995 für die Goldene Palme nominiert. Kristin Scott Thomas gewann 1996 den Evening Standard British Film Award und wurde 1997 für den Chlotrudis Award nominiert. Der Film erhielt 1996 einen Sonderpreis des National Board of Review.

## Hintergründe
Der Film wurde in Arbury Hall in Warwickshire gedreht. Seine Weltpremiere fand am 10. September 1995 auf dem Toronto International Film Festival statt, dem am 5. November 1995 das London Film Festival folgte. Der Film spielte in den Kinos der USA ca. 5,3 Millionen US-Dollar ein.